# Abd-Al·lah ibn Abbàs
Abu-l-Abbàs Abd-Al·lah ibn Abbàs o ibn al-Abbàs (àrab: أبو العباس عبد الله بن عباس (العباس), Abū l-ʿAbbās ʿAbd Allāh ibn ʿAbbās (o al-ʿAbbās)), més conegut simplement com a Abd-Al·lah ibn Abbàs, també anomenat al-Hibr (àrab: الحبر, al-Ḥibr, ‘el Doctor’) i al-Bahr (àrab: البحر, al-Baḥr, ‘el Mar’) (Hijaz, vers 619-688) fou un musulmà de la primera generació i és considerat un dels savis més grans d'aquesta primera generació. Fou el pare del tafsir o exegesi alcorànica. Fou partidari d'Alí ibn Abi-Tàlib.